# Jindřich Staněk
Jindřich Staněk (nascut el 27 d'abril de 1996) és un futbolista professional txec que juga com a porter al Slavia Prague de la Primera Lliga txeca i a la selecció de la República Txeca.

## Carrera de club

### Primers anys de carrera i temps a Anglaterra
Staněk va començar la seva carrera amb l'Sparta Praga, apareixent a la banqueta del primer equip en tres ocasions el 2013. El 31 de gener de 2014, va fitxar pel club de la Premier League Everton FC per dos anys i mig, amb un traspàs no revelat. El 29 de setembre de 2015, Staněk va fitxar pel Hyde United amb un contracte de cessió d'un mes, i va fer cinc aparicions amb el club. El juny de 2016, després de només dues convocatòries a la banqueta de l'Everton, va ser alliberat pel club.

### Retorn a la República Txeca
El setembre de 2016, Staněk es va incorporar al Dynamo České Budějovice de la Lliga Nacional de Futbol Txeca, amb un període de cessió amb el Třebíč el 2017. El gener de 2020, Staněk va anar cedit al rival de la lliga Viktoria Plzeň.

## Carrera internacional
Staněk ha representat la República Txeca a tots els nivells internacionals juvenils, des de sub-16 fins a sub-21.
Staněk va debutar amb la selecció de futbol de la República Txeca el 5 de setembre de 2021 en una eliminatòria per a la Copa del Món contra Bèlgica, una derrota per 0-3 fora de casa. Va entrar al partit al minut 12 pel lesionat Tomáš Vaclík, amb la República Txeca ja per 0–1. Va fer la seva primera sortida sènior amb el seu país en l'empat 1-1 contra Ucraïna tres dies després.